# Paraná (řeka)
Paraná (španělsky Río Paraná, portugalsky Rio Paraná) je druhá největší řeka Jižní Ameriky po Amazonce. Název Paraná pochází z jazyka domorodého kmene Tupi a jedná se o zkratku slov PARA rehe oNÁva, což lze přeložit jako „velká jako moře“. Řeka protéká Brazílií (státy São Paulo, Mato Grosso do Sul, Paraná) a Argentinou (provincie Misiones, Corrientes, Entre Ríos, Chaco, Santa Fe, Buenos Aires) a částečně také tvoří státní hranici obou zemí s Paraguayí. Je přibližně 4880 km dlouhá. Povodí má přibližně rozlohu 2 582 670 km² (větší než Alžírsko).

## Geografický popis

### Průběh toku

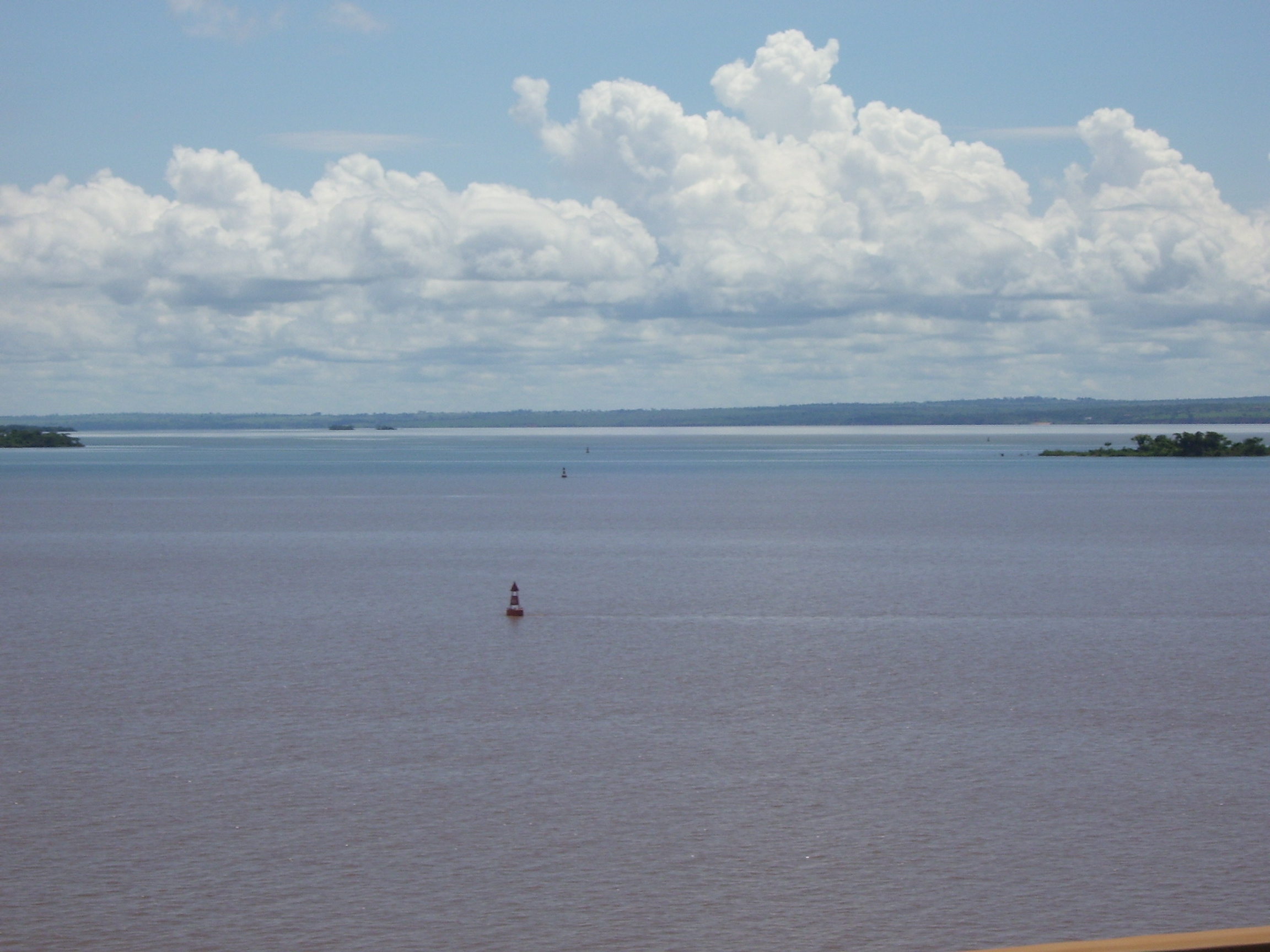
Řeka na území Brazílie

Řeka Paraná vzniká soutokem zdrojnic Paranaiba a Rio Grande v jižní Brazílii. Tok řeky míří dále jihozápadním směrem až k hranicím Paraguaye a dalších 190 km tvoří přírodní hranici mezi západní částí Paraguaye a jihovýchodní Brazílií. Hned pod soutokem zdrojnic protíná lávovou planinu Paraná a vytváří peřeje a vodopády (Urubupunga – výška 12 m). Nedaleko brazilského města Guaíra byl v minulosti tok přerušen nejmohutnějšími vodopády světa Sete Quedas (výška do 40 m), které byly koncem 20. století zatopeny vzdutím gigantické přehradní nádrže elektrárny Itaipú (druhé nejvýkonnější na světě). Po soutoku s levostranným přítokem Iguaçu vstupuje na území Argentiny, tvoří hranici mezi touto zemí a Paraguayí (468 km) a její tok se mohutným obloukem stáčí západním směrem. U města Posadas vtéká do Laplatské nížiny, kterou pak protéká až k ústí. V místech, kde řeka opouští území Paraguaye, se stáčí opět směrem k jihozápadu a z pravé strany přijímá největší přítok, kterým je řeka Paraguay. Pod soutokem protéká přehradní nádrží elektrárny Yacyretá a stáčí se do vnitrozemí Argentiny. Na dolním toku dosahuje šířka řeky místy 2 km i více a hloubka 10 až 20 m. V následujících 820 km pokračuje k argentinskému městu Rosario, kde stáčí jihovýchodním směrem a po dalších 500 km vytváří širokou deltu, která se skládá z 11 ramen (největší je Paraná-Guasu). Přibírá zleva řeku Uruguay a vlévá se do zálivu-estuáru Río de la Plata.

### Přítoky
- zleva – Tieté, Paranapanema, Ivaí, Piquiri, Iguaçu (s vodopádem vysokým 72 m), Uruguay
- zprava – Paraguay, Salado

### Povodí
Paraná odvádí vodu z velké oblasti střední části Jižní Ameriky. Patří mezi nejvodnější světové řeky a ročně dopraví do zálivu Rio de La Plata stejný objem vody jako např. severoamerická řeka Mississippi. V povodí řeky se nachází řada velkých měst, mimo jiné i Buenos Aires, Rosario, Asunción, Brasília a další. Oblast je bohatá i na celou řadu unikátní přírodních celků – např. mokřady a bažiny v Pantanalu na horním toku řeky Paraguay, vodopády Iguaçu na stejnojmenné řece nebo planina Gran Chaco na hranicích Paraguaye a Bolívie.

## Vodní režim
Zdroj vody je dešťový a režim povodňový. Průměrný roční průtok vody na dolním toku činí přibližně 15 000 m³/s, maximální 30 000 m³/s a minimální 7000 až 10 000 m³/s. Nejvyšší je od ledna do května, kdy nastávají letní deště v horní části povodí. Druhé nejvyšší období přichází od června do srpna, kdy pro změnu zimní deště přinášejí srážky v dolní části povodí. Celkový roční odtok do oceánu činí přibližně 480 km³ a spolu s řekou Uruguay dosahuje 650 km³. Řeka také unáší mnoho pevných částic (až 150 Mt za rok). Její kalná voda je patrná na otevřeném moři do vzdálenosti 100 až 150 km od břehu.

## Hospodářský význam

### Historie
Estuár objevil jako první Evropan v roce 1515 Španěl Juan Dias de Solis. V roce 1520 zde pobýval Fernão de Magalhães. Detailněji se se systémem řeky seznámil S. Cabot, který byl v roce 1526 prvním Evropanem v jejím ústí.

### Energetika
Dostatek vody a nižší hustota osídlení v některých úsecích řeky vedly v posledních desetiletích ke stavbě mnoha hydroelektráren a přehradních nádrží. Nad soutokem s řekou Iguaçu byla koncem 90. let 20. století postavena největší hydroelektrárna na světě – Itaipú – s instalovaným výkonem 12 600 MW a přehradní nádrží o rozloze 1350 km², hydroelektrárna Yacyretá na hranicích Argentiny a Paraguaye má instalovaný výkon 3100 MW a přehradní jezero o rozloze 1600 km². Celkový instalovaný výkon vodních děl kaskády na řece Paraná je 23 635 MW. Další přehradní nádrže jsou postaveny na horním toku řeky v oblasti zdrojnic Paranaiba a Rio Grande.

### Rybářství
Řeka je stále využívána jako významné loviště mnoha druhů sladkovodních ryb. Mezi ekonomicky nejdůležitější patří místní druhy Surubí a Sábalo.

### Doprava
Řeka je využívána jako dopravní tepna zejména na dolním toku, kde mohou díky větší hloubce plout i některé námořní lodě. Až do města Rosario 640 km od ústí mohou plout lodě s ponorem do 7 m a s ponorem 4 m až do města Posadas a při velké vodě až k ústí řeky Iguaçu. Střední a horní tok je na mnoha místech přehrazen vodními nádržemi, na nichž probíhá pouze omezený lodní provoz.

### Osídlení
- Brazílie

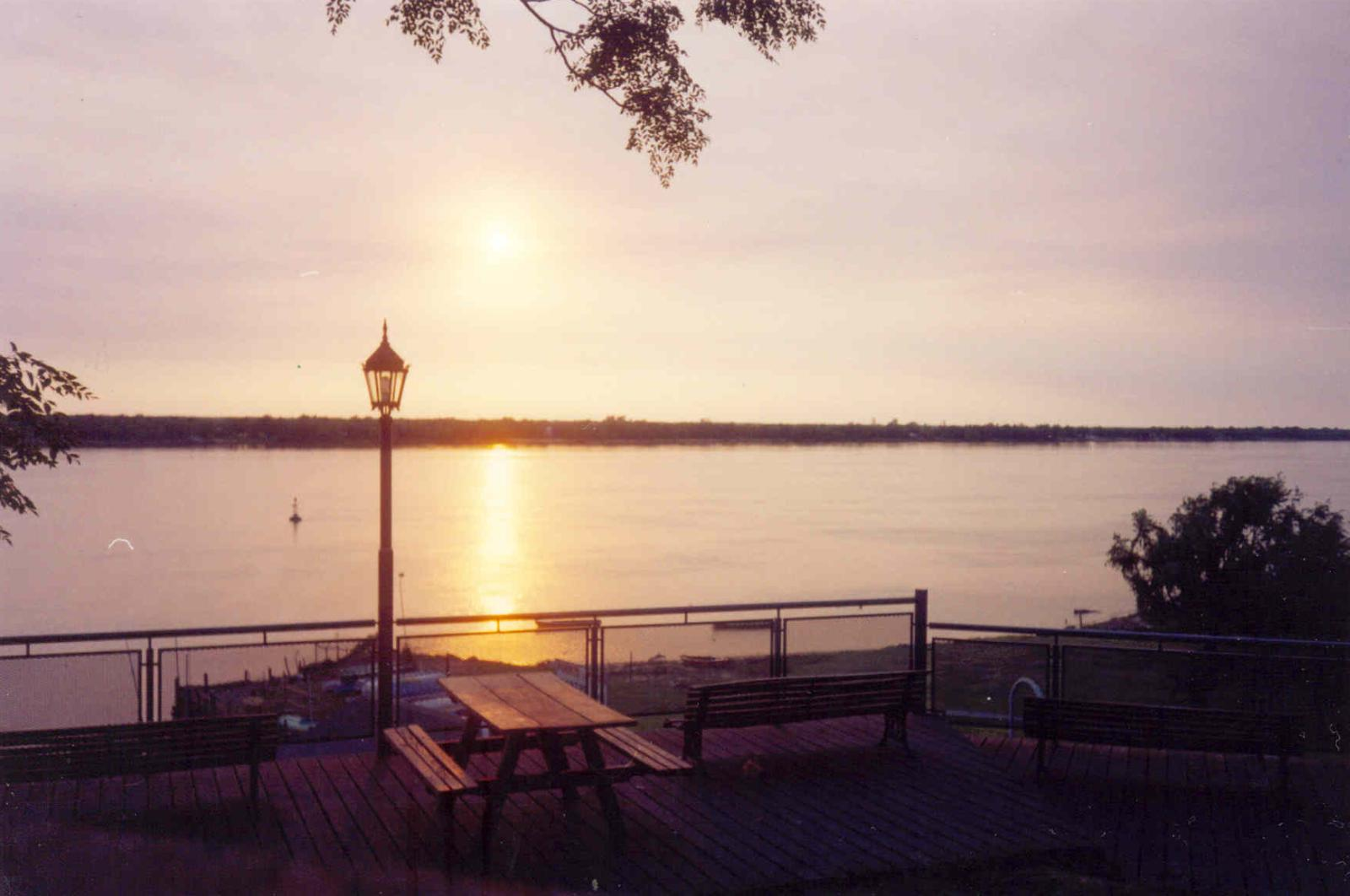
Paraná v Rosariu

  - Mato Grosso do Sul – Trés Lagoas, Mundo Novo,
  - São Paulo – Panorama, Presidente Epitácio,
  - Paraná – Guaíra, Porto Mendes, Santa Helena, Foz do Iguaçu,
- Paraguay – Salto del Guayrá, Hernandárias, Ciudad del Este
- Argentina
  - Misiones – Posadas,
  - Corrientes – Ituzaingó, Corrientes, Empedrado, Bella Vista, Lavalle, Goya, Esquina,
  - Entre Ríos – La Paz, Santa Elena, Paraná, Victoria y Diamante,
  - Santa Fe – Reconquista, Santa Fe, Puerto San Martín, Rosario, Villa Constitución,
  - Buenos Aires – San Nicolás de los Arroyos, Ramallo, San Pedro, Zárate, Campana, Tigre

Na březích estuáru Río de la Plata leží hlavní města Uruguaye (Montevideo) a Argentiny (Buenos Aires).